# Fort Šibeniční vrch
Fort Šibeniční vrch (Galgenberg) je bývalá pevnost na západě od centra Olomouce (dnes Nová Ulice), která tvoří součást opevnění města z 19. století.

## Historie

### Vznik fortu
Fort Šibeniční vrch vznikal společně s fortem Tabulový vrch v první polovině 19. století jako součást systémového opevnění proti nájezdům vojsk, zejména ze západu města. Autorem návrhu fortu byl Camillo Vacani, který předložil v roce 1934 vojenskému vedení rakousko-uherské říše první návrh. Ten byl v letech 1839–1845 realizován, jeho stavbu ovšem provázala řada komplikací. Fort začal být stavěn na nevhodném místě s měkkým, jílovým podložím. Stavbu mělo na starosti 300 dělníků, mnohé části se kvůli nevyhovujícímu podloží musely opravovat. Cena stavby se proto vyšplhala na 850 000 zlatých. Fort byl nakonec dobudován až v roce 1851. Byl využíván jako kasárna a ke skladování zbraní a materiálu. Průběžnou posádku tvořilo 500 mužů, v době prusko-rakouské války zde mělo zázemí až 1150 mužů. Pevnost disponovala palebnou silou 24 děl.

### Po roce 1886
Po zrušení pevnostního statutu města v roce 1886 byl využit jako jezdecká škola, ale také v období první světové války jako kasárna těžkého dělostřelectva. Mezi roky 1919–1948 zde byly umístěny výrobní dílny závodu Letov. Pro účely zbudování leteckých dílen byla v letech 1927–1928 zvýšena budova reduitu o jedno podlaží a u hlavního vstupu byl vybudován hranolový přístavek výtahu do třetího podlaží. V roce 1943 byl německou okupační správou vyprojektován systém využití podzemních minových chodeb pevnosti na letecké kryty. Tento projekt byl nakonec realizován v letech 1944–1945 a zahrnoval propojení podzemních minových chodeb s betonovými kryty a výstupy na koliště v čele fortu, a také napojení betonové chodby na podzemní minovou chodbu „O“ s výstupem do prostoru koliště na pravé straně pevnosti.

### Po roce 1949
Od zestátnění majetku v období socialismu (tj. od roku 1949) až do devadesátých let 20. století zde měl zázemí vojenský Automobilový opravárenský závod.[zdroj?]

## Současnost
V současnosti[kdy?] je objekt v soukromých rukou a po mnoha letech chátrání dochází k postupné opravě jednotlivých budov a částí areálu. Areál vlastní a pronajímá společnost RP Nemovit. V opraveném areálu reduitu sídlí od roku 2024 soukromá základní škola.

## Stavba
Jedná se o polygonální reduitový fort, svým půdorysem totožný s fortem na Tabulovém vrchu (nachází se v areálu Fakultní nemocnice Olomouc). Jedná se tak o unikátní technickou a vojenskou památkou evropského významu.

## Galerie

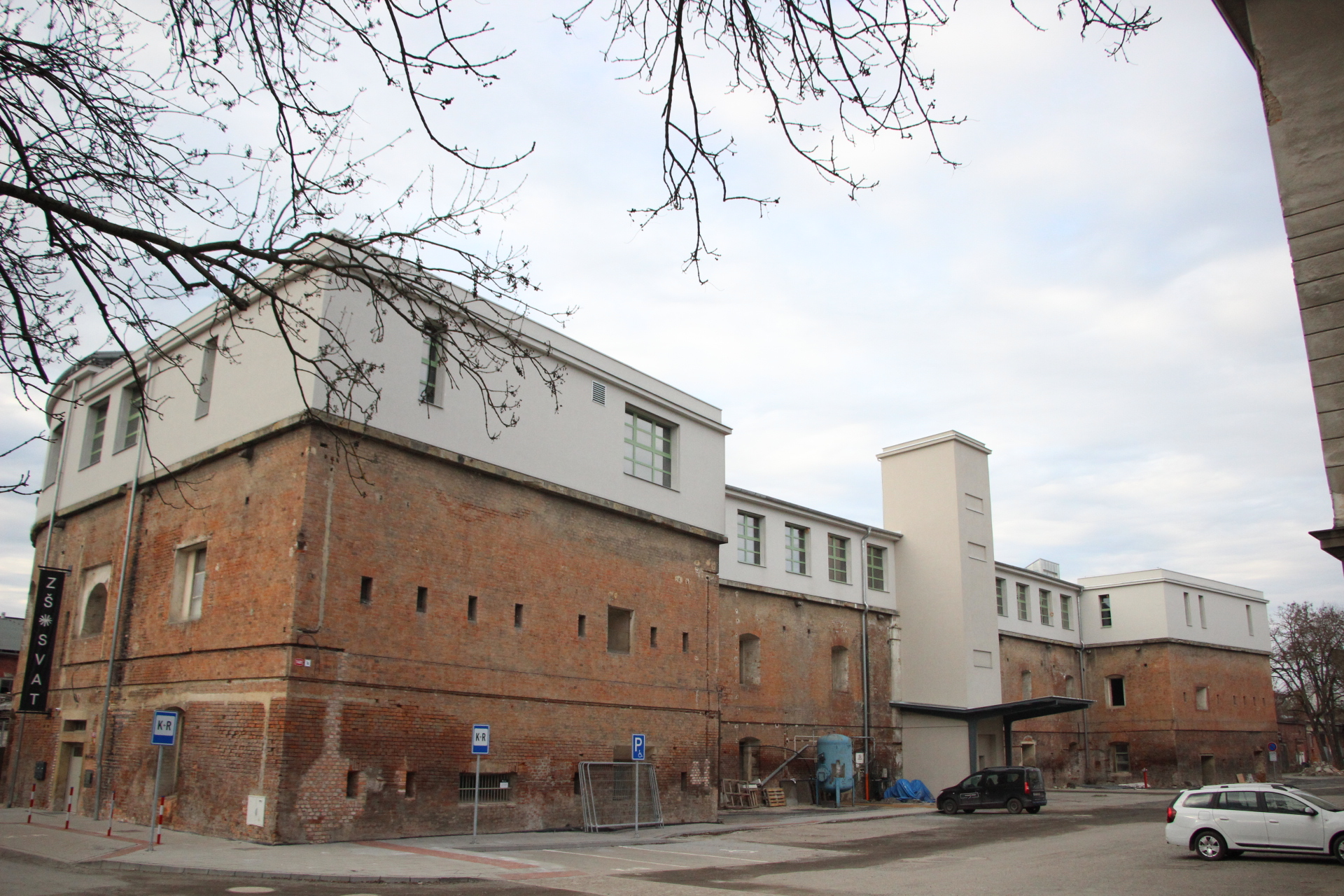
reduit
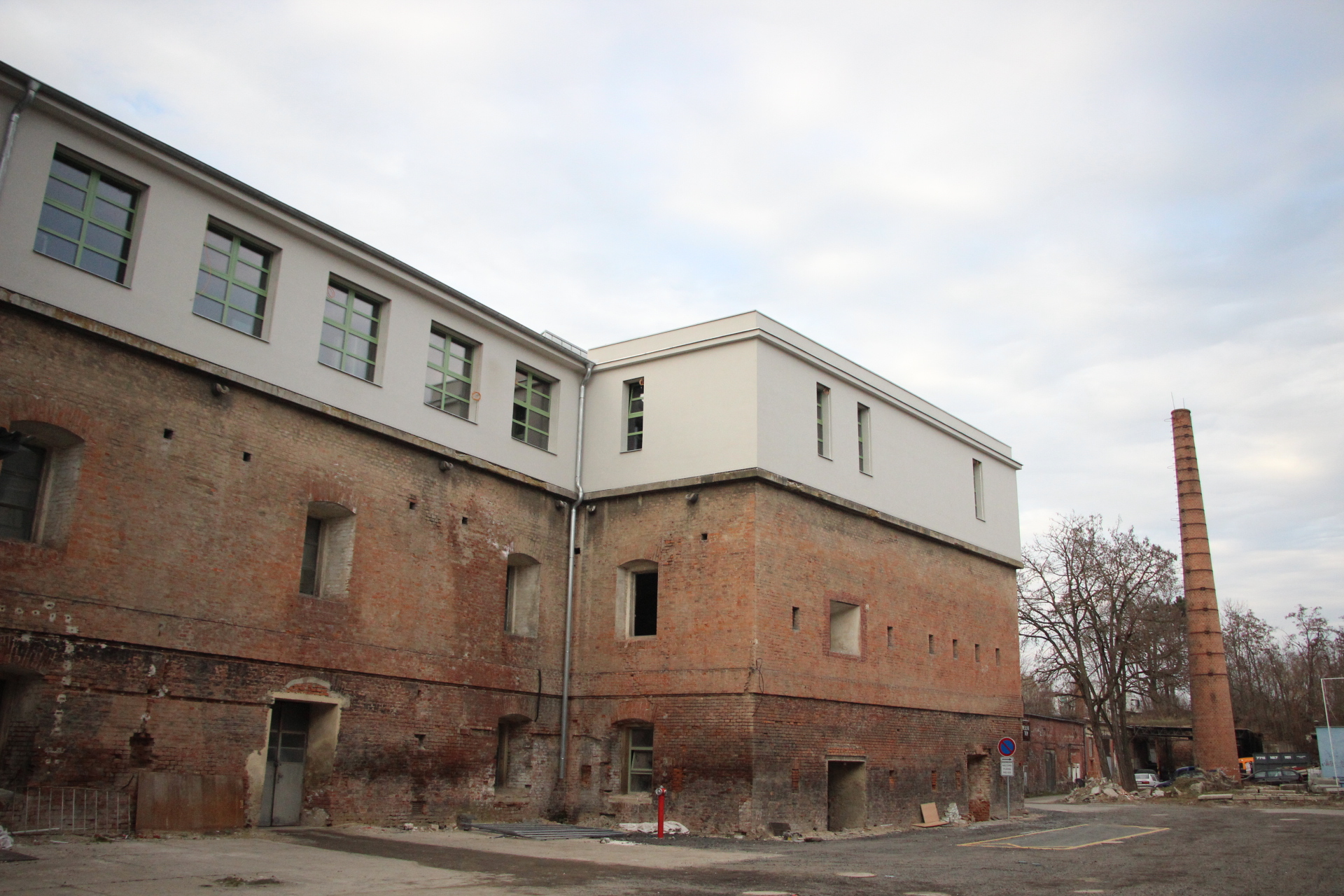
boční pohled
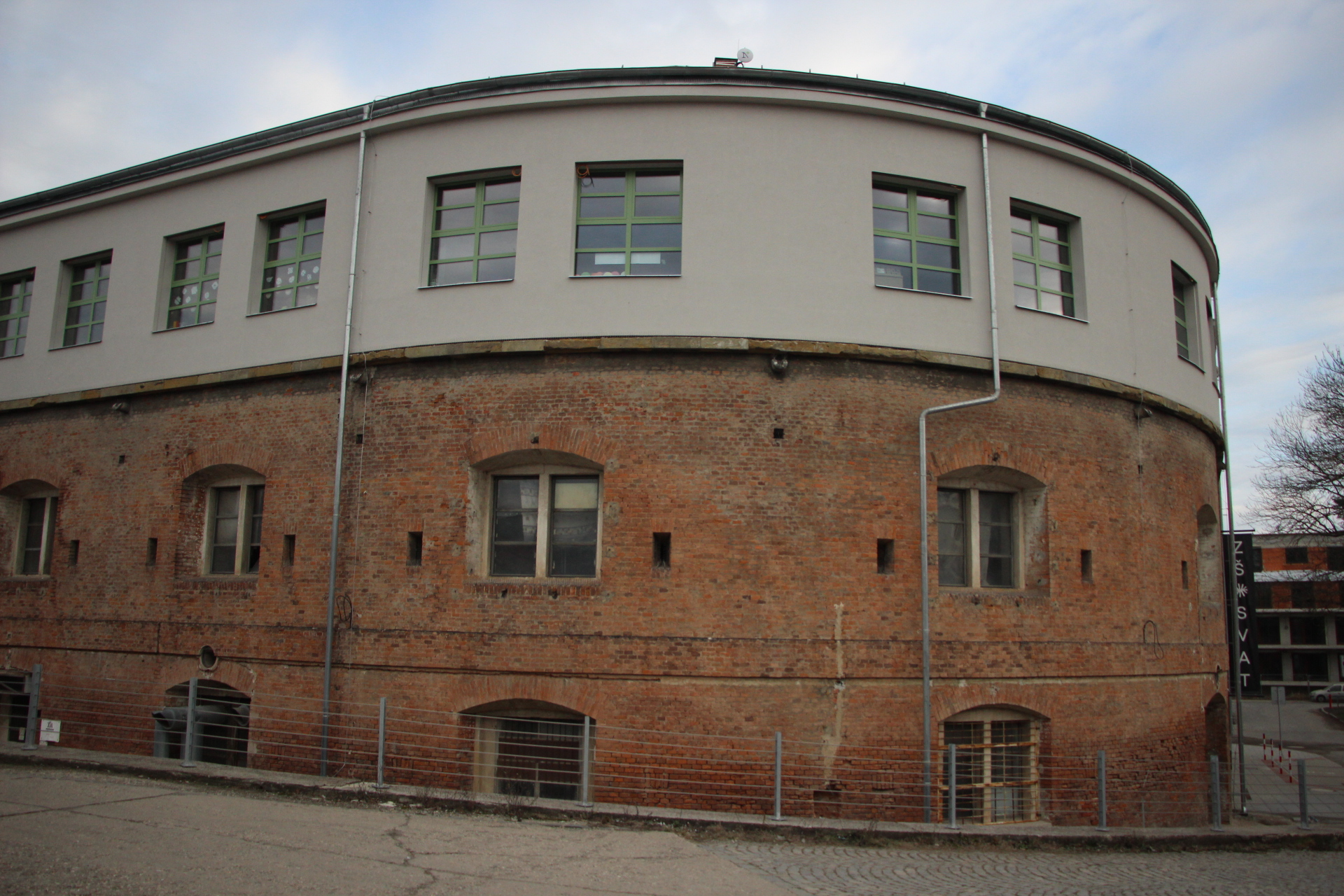
boční strana
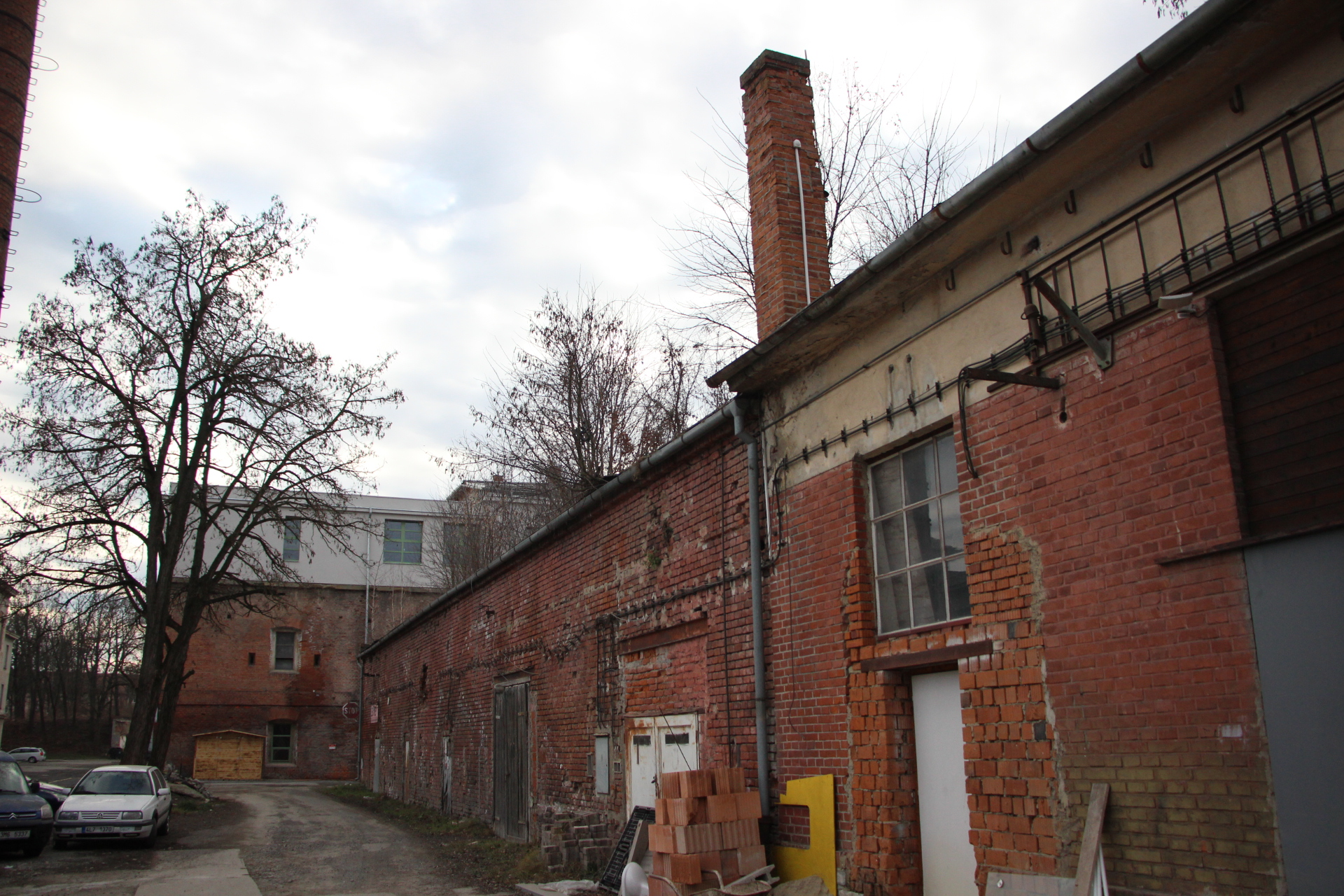
přilehlé budovy
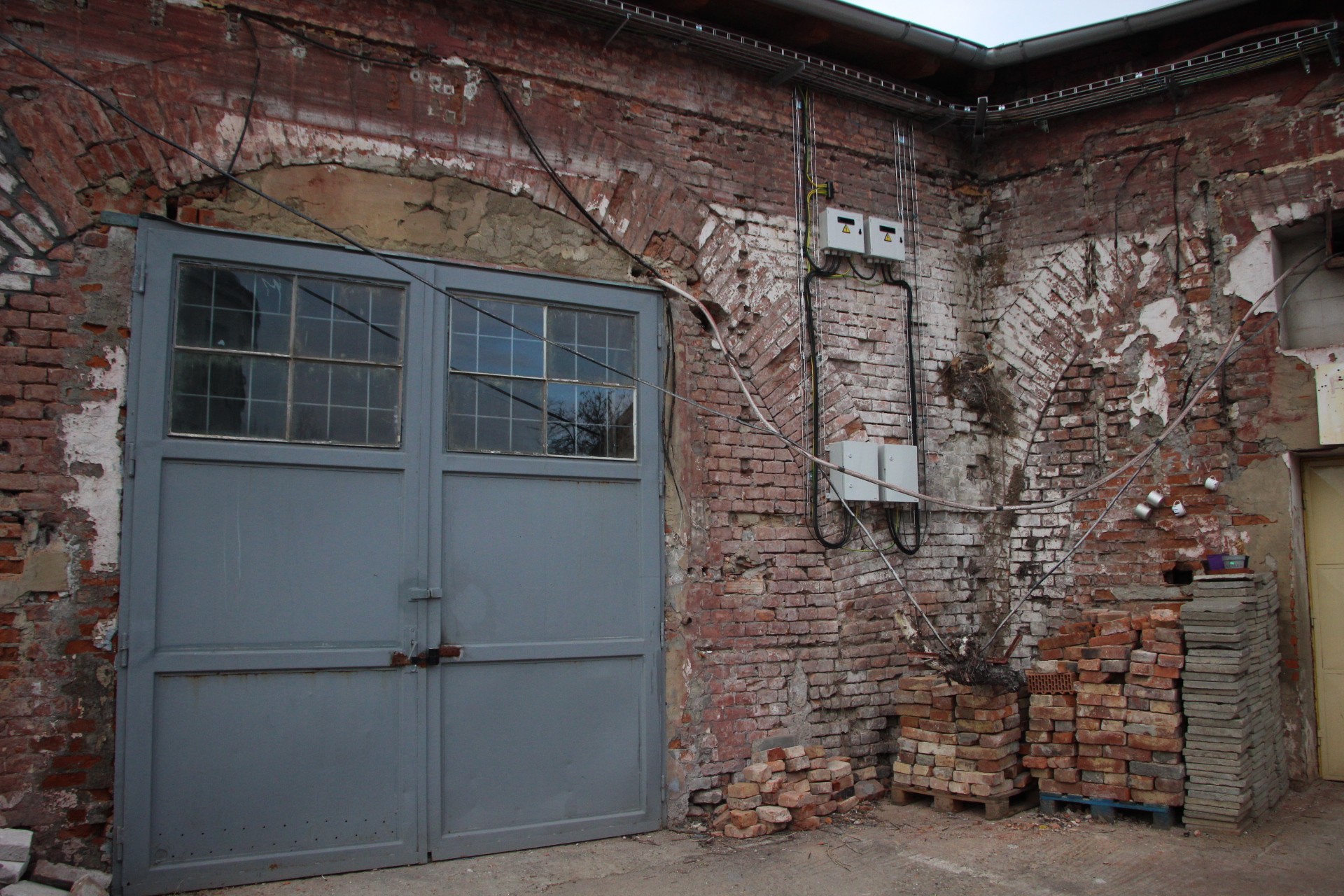
detail, vrata
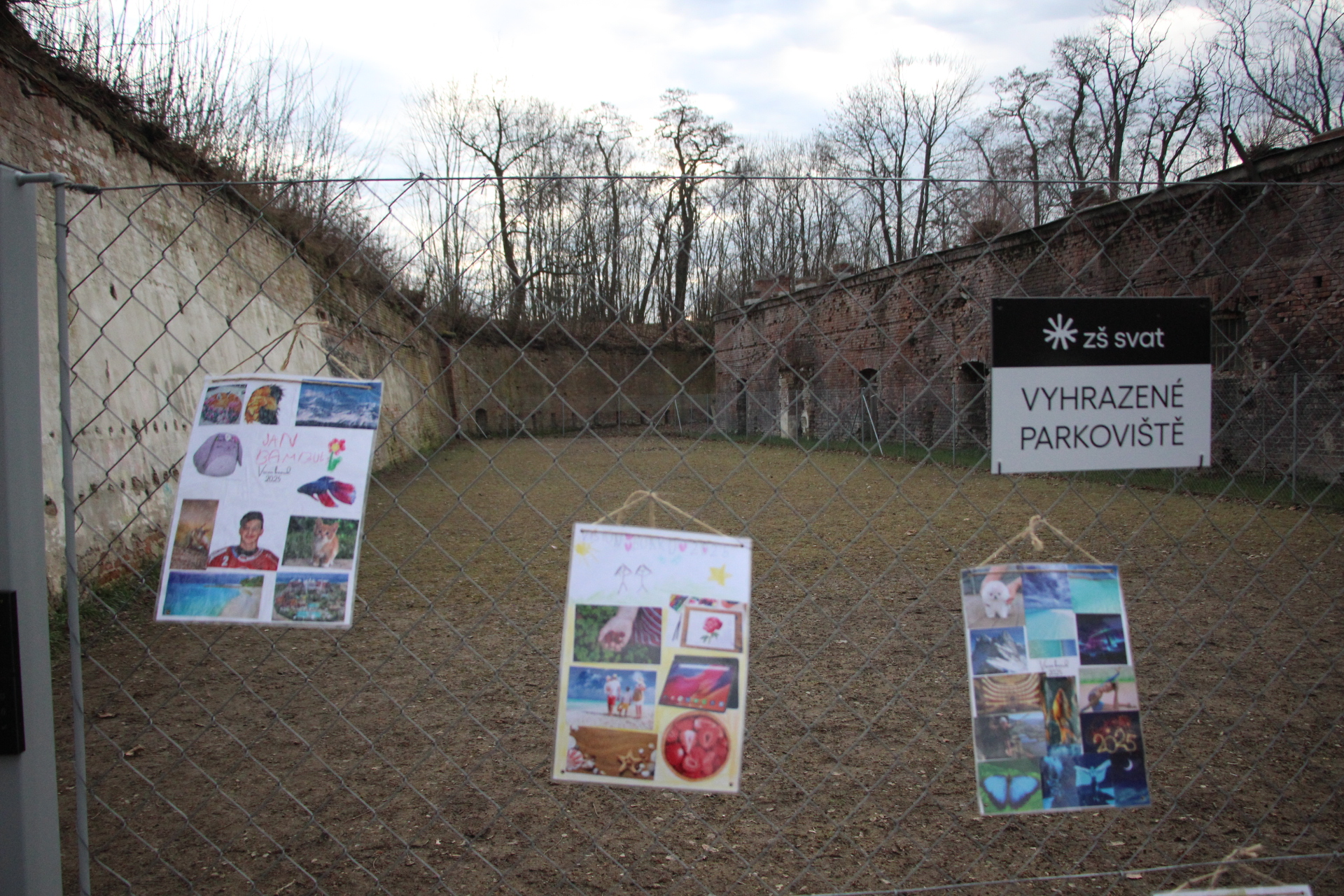
placené parkoviště, výstava školy
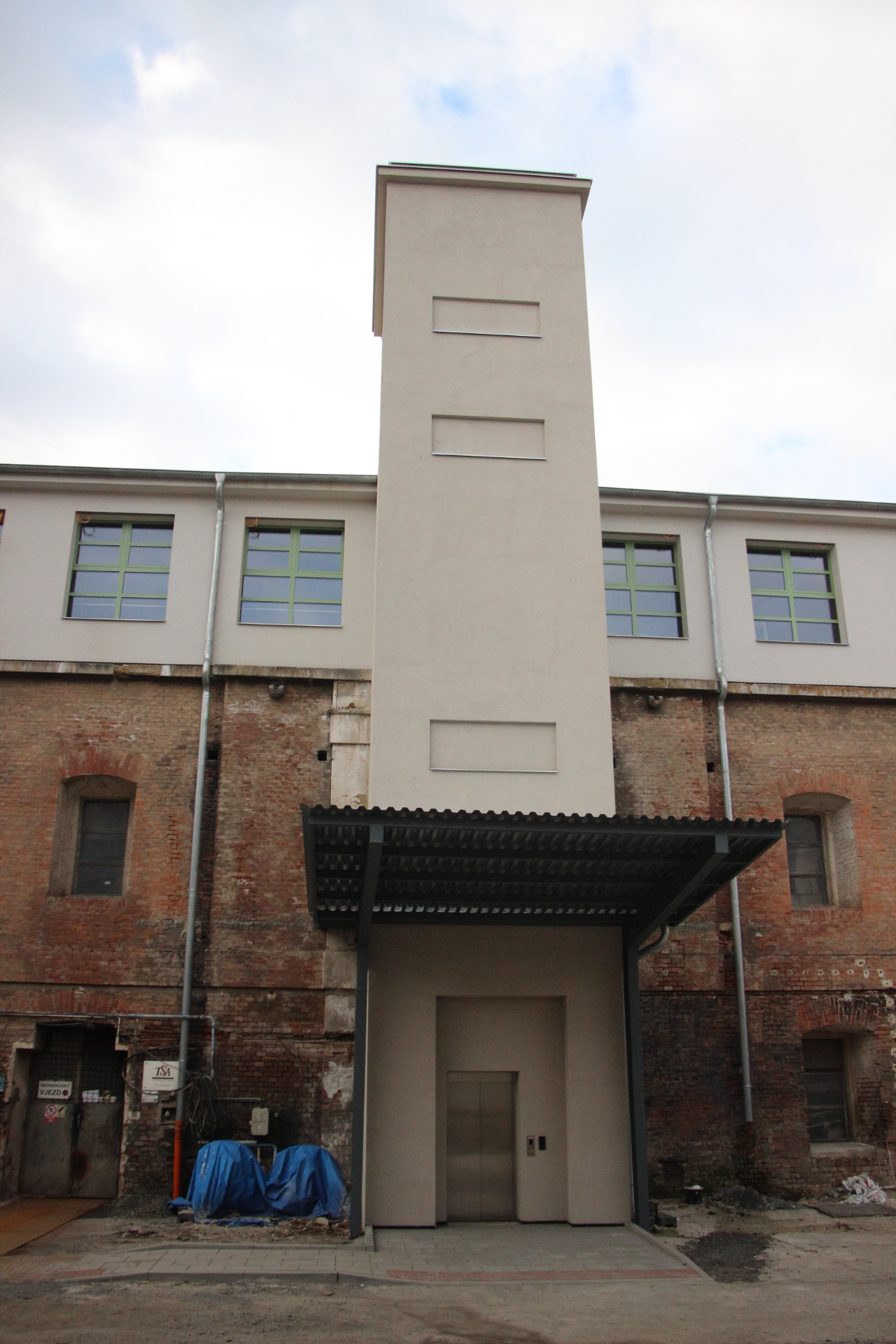
nový výtah
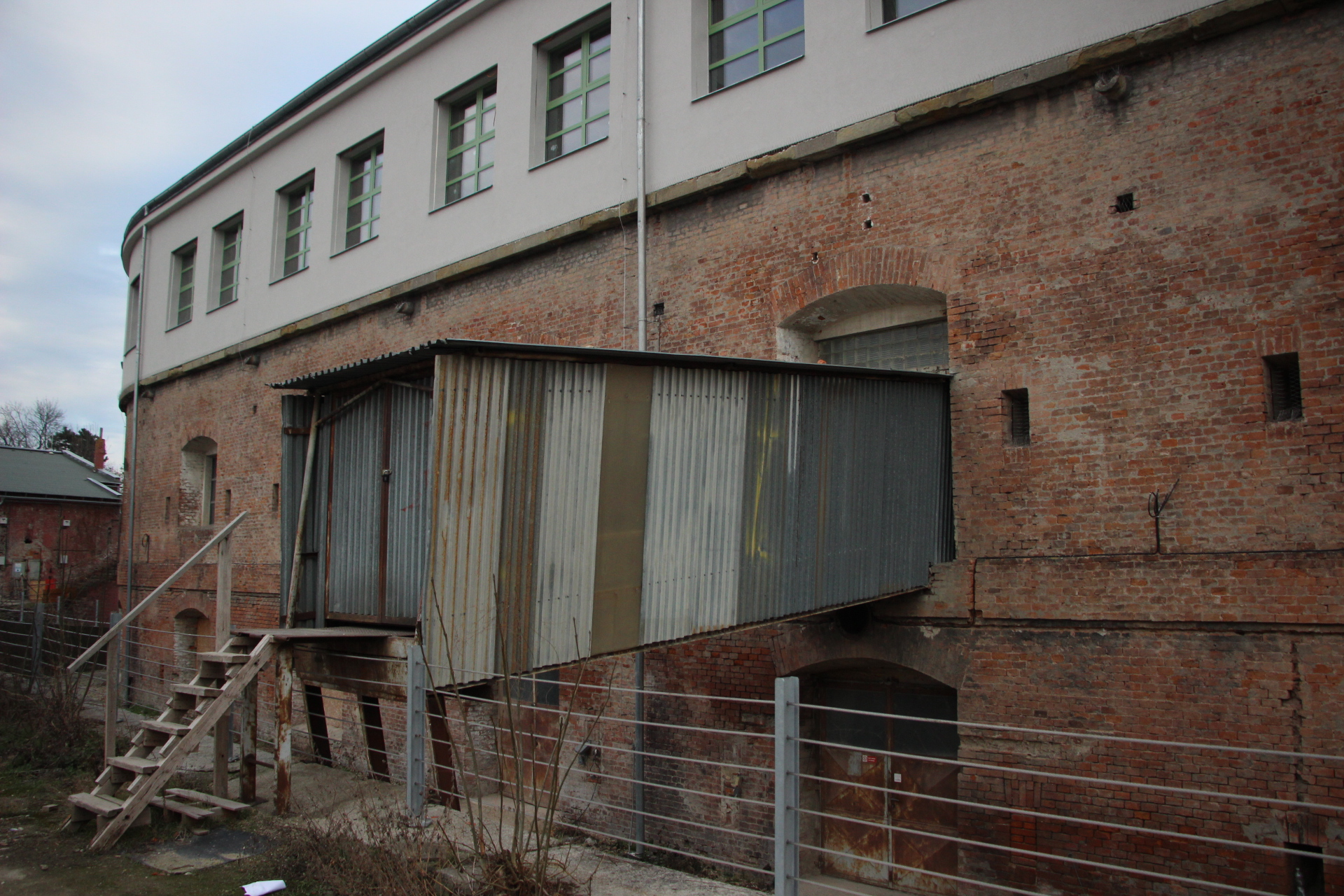
adaptace, šachta
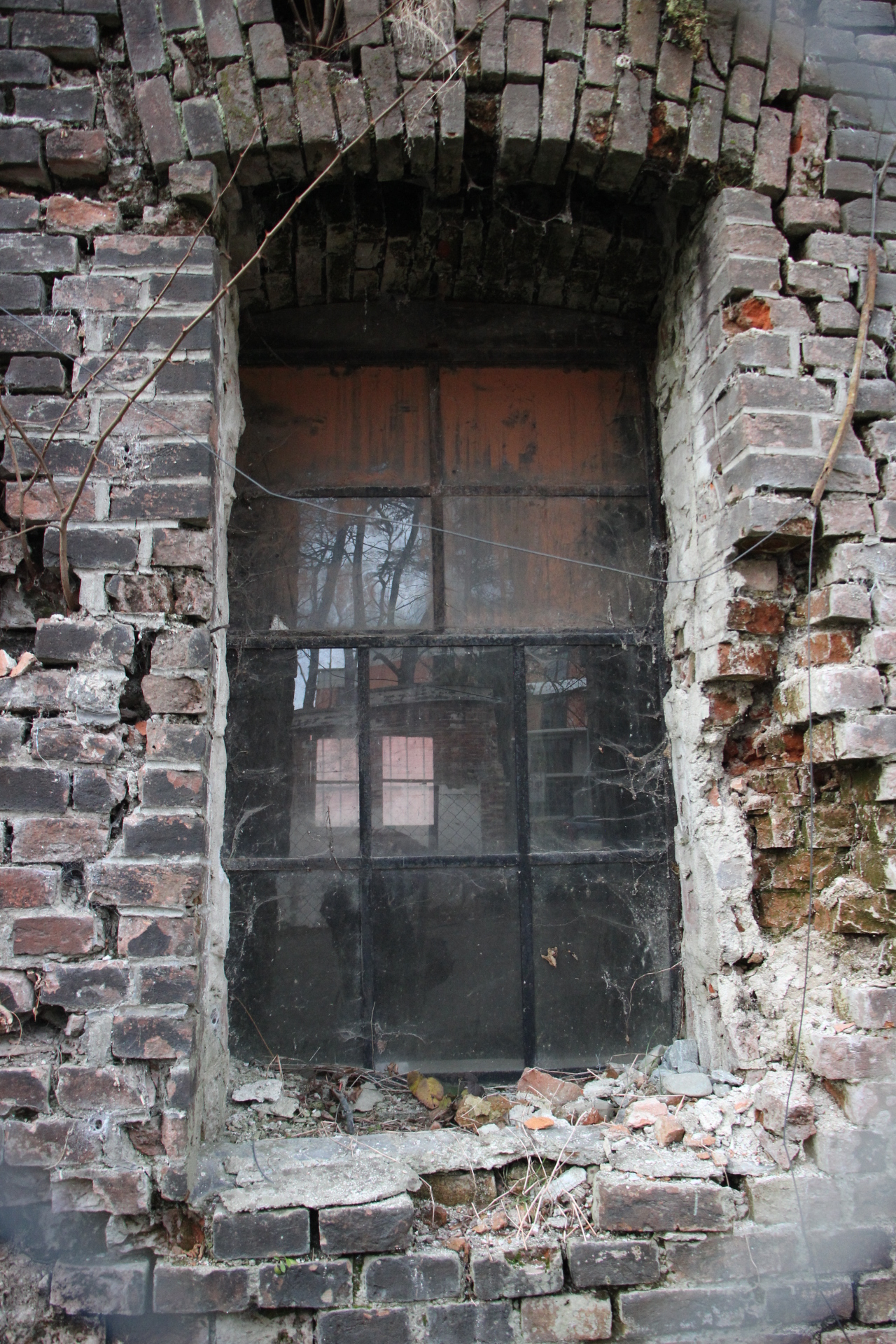
detail, okno
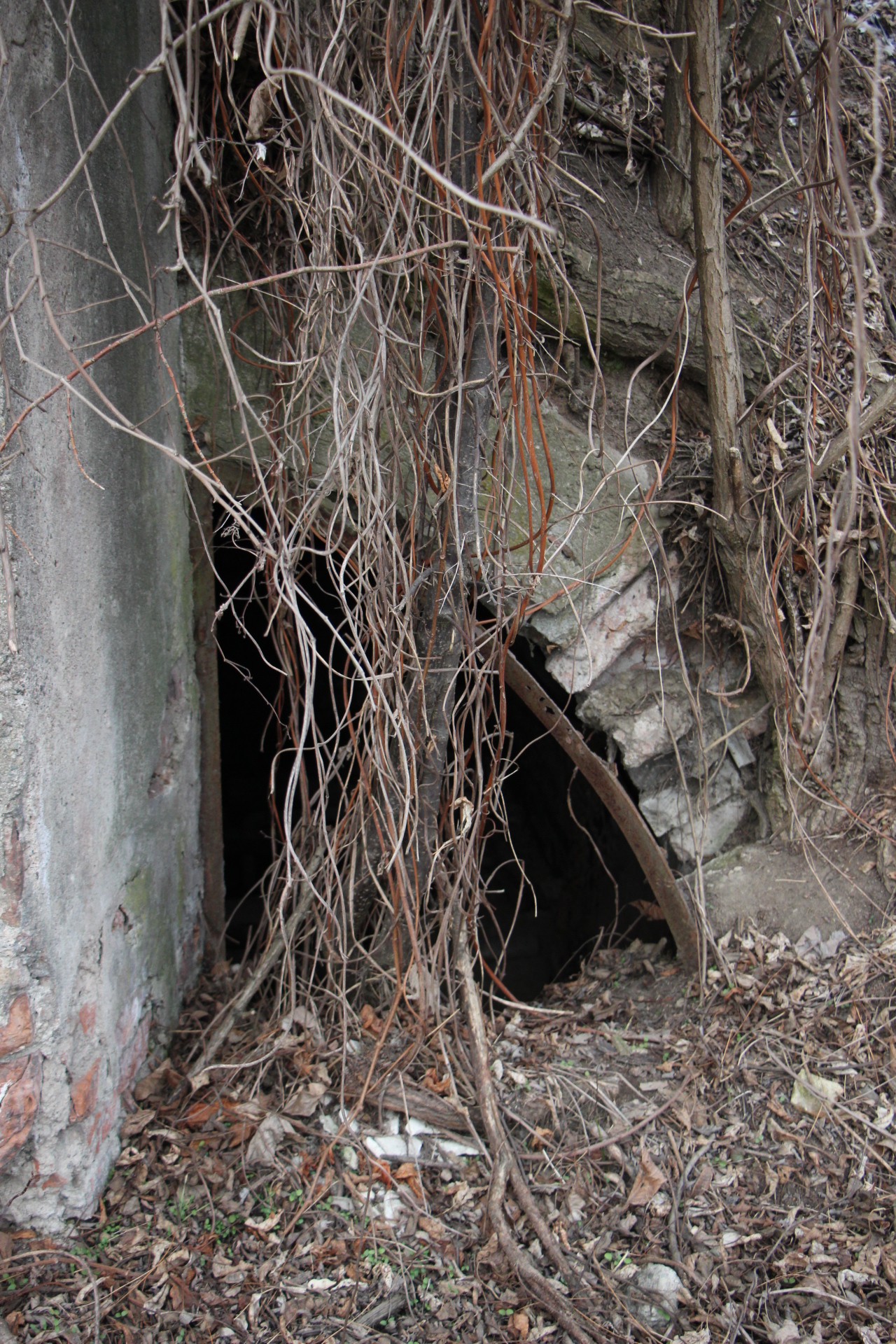
detail, kryt